# Heinrich Rosskotten
Heinrich Rosskotten (auch Roßkotten, Roskothen oder Roskotten geschrieben; * 29. Mai 1886 in Dortmund; † 5. Juni 1972 in Düsseldorf) war ein deutscher Architekt.

## Leben
Rosskotten studierte an der Technischen Hochschule München bei August Thiersch und an der Technischen Hochschule (Berlin-)Charlottenburg bei den Professoren Wolf, Felix Genzmer und Christoph Hehl. Während seines Studiums wurde er Mitglied im Akademischen Verein Motiv.
Nach seinem Studium trat er zunächst in die Preußische Staatsbauverwaltung ein und wechselte 1913 als Regierungsbaumeister in den Reichsdienst über. Im Ersten Weltkrieg war er für Luftschiff- und Flugzeughallenbau im Preußischen Kriegsministerium zuständig. Im Jahr 1920 wurde Roskotten in die Leitung der Reichsbauverwaltung berufen. In Zusammenarbeit u. a. mit Peter Behrens und German Bestelmeyer baute er im Auftrag des Auswärtigen Amtes Gebäude in verschiedenen europäischen Ländern.
Ab 1921 machte sich Rosskotten schrittweise selbstständig und ließ sich in Düsseldorf als Partner von Fritz August Breuhaus nieder, mit dem er bis 1927 ein gemeinsames Architekturbüro unterhielt. Das Büro plante und realisierte einige Zechenbauten und Siedlungen für die Rheinisch-Westfälische Montanindustrie. Schließlich schied er 1923 im Rang eines Regierungsbaurats aus dem Staatsdienst ganz aus. Mit Karl Wach (dem späteren Professor für Architektur an der Kunstakademie Düsseldorf) führte Roskotten von 1928 bis 1947 eine gemeinsame produktive Architektensozietät. Als Lehrer war Roskotten auch an der Kunstgewerbeschule in Prag tätig. Rosskotten stand 1944 in der Gottbegnadeten-Liste des Reichsministeriums für Volksaufklärung und Propaganda.
Im Zeitraum von 1947 bis 1957 arbeitete er allein, und ab 1958 mit Edgar Tritthart (1909–1992) und Architekt Josef Clemens sehr erfolgreich zusammen. Außerdem war Rosskotten nach dem Zweiten Weltkrieg, von 1948 bis 1952, erster Vorsitzender der BDA-Landesgruppe Nordrhein-Westfalen und damit Mitglied des Präsidiums des Bundes Deutscher Architekten (BDA). 1953 verlieh ihm die RWTH Aachen die Ehrendoktorwürde.

## Bauten und Entwürfe

### 1921–1927 mit Fritz August Breuhaus
- 1923–1924: Umbau Bankhaus Hardy & Co. GmbH in Berlin, Markgrafenstraße 36 / Taubenstraße 19 (nicht erhalten)
Das 1880/1881 gegründete Bankhaus Hardy & Co. bezog 1906 ein von Heinrich Theising errichtetes Gebäude am Gendarmenmarkt, dessen Äußeres bei dem Umbau nur geringfügig verändert wurde. Im Zweiten Weltkrieg wurde das Haus stark beschädigt, aber große Teile konnten wieder instand gesetzt werden. Nach 1990 wurde der erhaltene Teil des Gebäudes abgebrochen und 1994–1996 durch den Markgrafenblock ersetzt.[3]
- 1923–1925: Verwaltungs- und Bankgebäude der Bergbau-AG „Lothringen“ bzw. Westfalenbank AG in Bochum, Huestraße 23
nach Kriegsschäden verändert; Erweiterungsbauten 1958/1959 durch die Architekten Suter & Suter (Basel)[4]
- 1924–1926: Schwesternwohnheim für das Lazarus-Kranken- und Diakonissenhaus in Berlin-Gesundbrunnen, Bernauer Straße 118 (mit O. Rüger), unter Denkmalschutz
- 1925: Umbau des ehemaligen Hotel Monopol zum Bürogebäude, Berlin, Friedrichstraße 100

### 1928–1947 mit Karl Wach

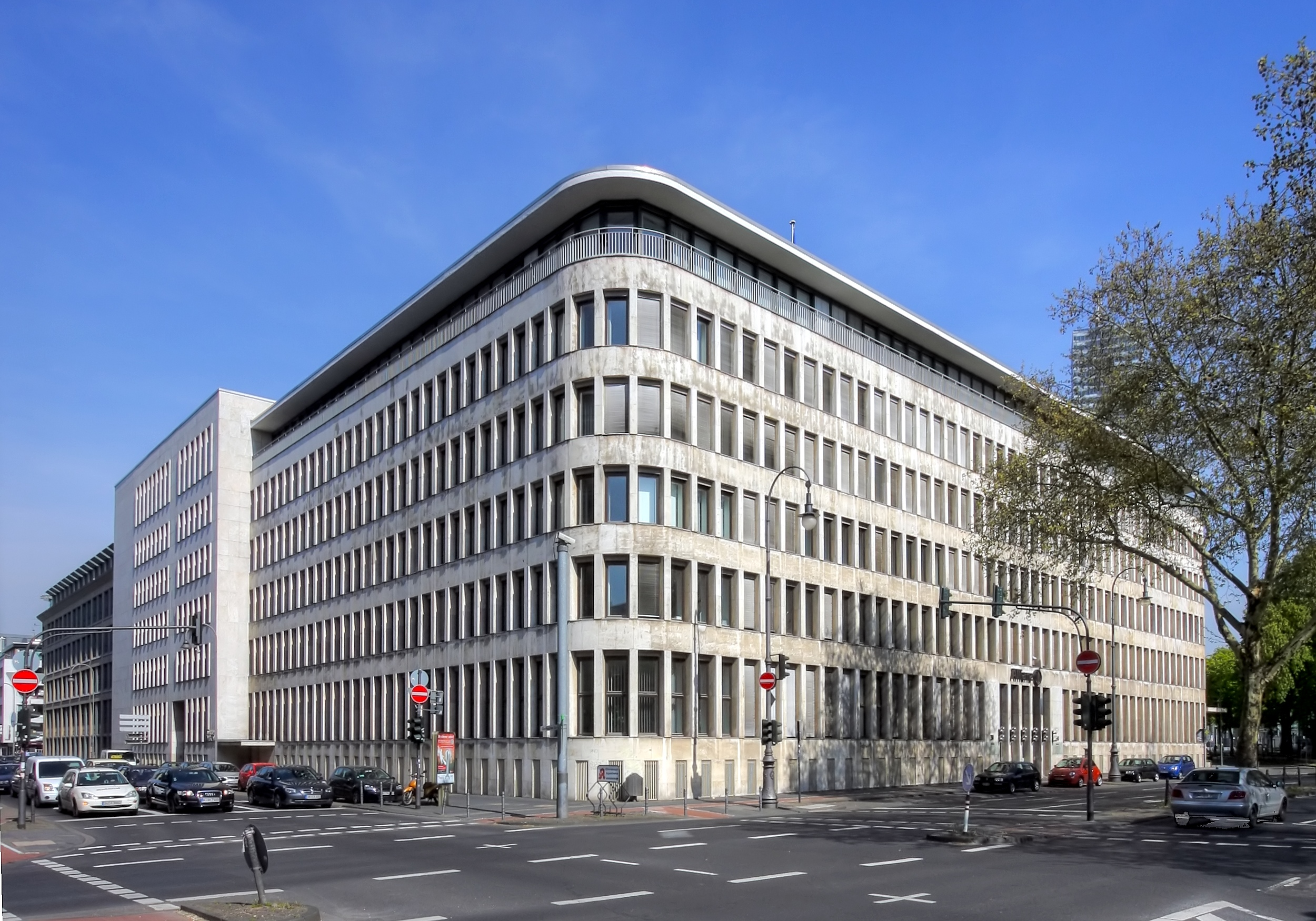
Allianz, Köln

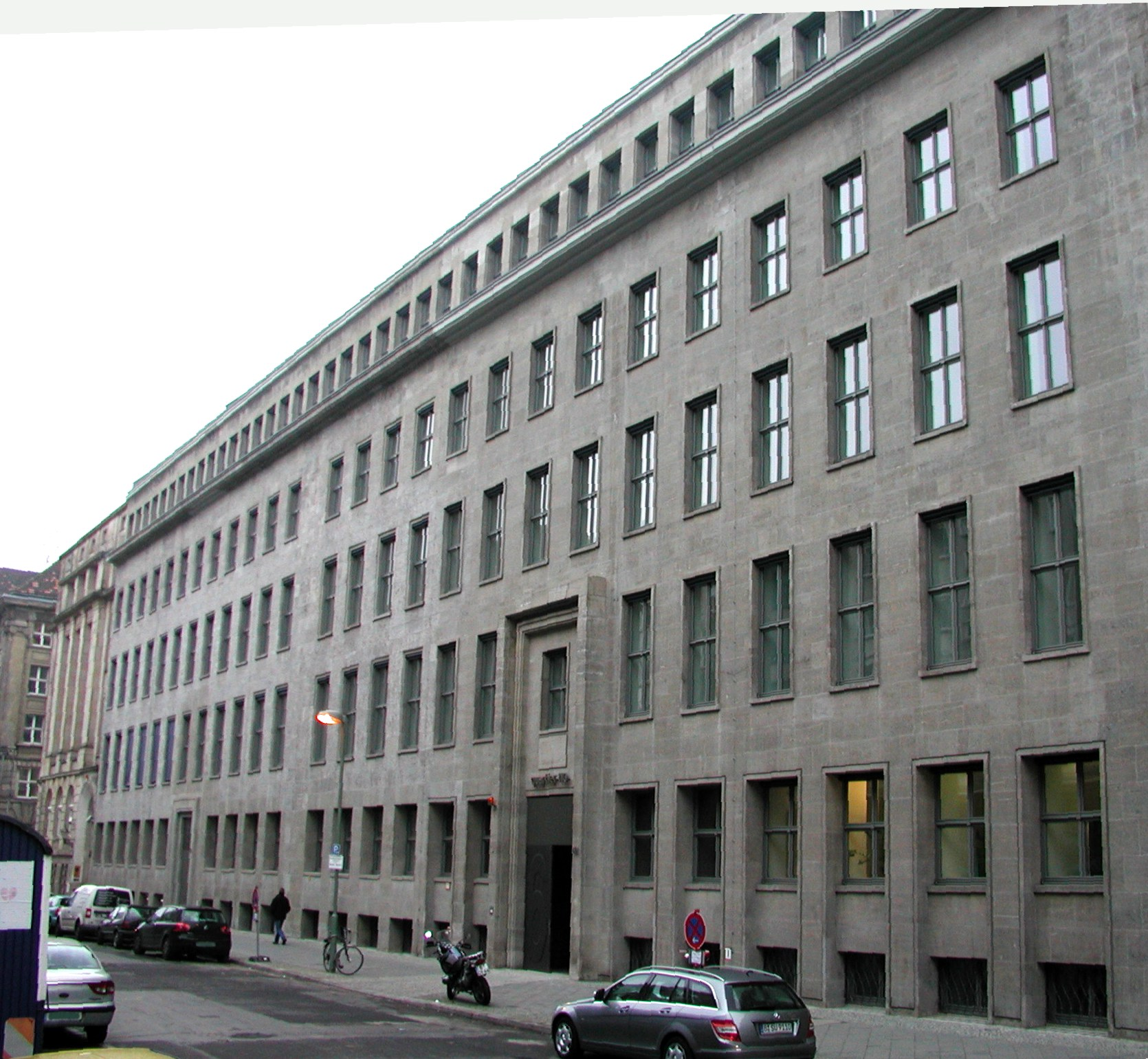
Frühere Allianz und Stuttgarter Lebensversicherungsbank in Berlin, Mohrenstraße

- 1928–1930: Kokerei-Anlage der Pattbergschächte I/II in (Moers-) Repelen[5]
- 1929: Eisenbeton-Getreidesilos der Weizenmühle Plange im Düsseldorfer Hafen, Weizenmühlenstraße[6][7]
- 1929–1930: Gemeindehaus der evangelischen Kreuzkirchen-Gemeinde in Düsseldorf-Pempelfort, Collenbachstraße[8]
- 1930–1931: evangelische Matthäikirche mit Pfarrhaus und Gemeindehaus in Düsseldorf-Düsseltal, Lindemannstraße 70 (unter Denkmalschutz)
- 1931–1933: Bürogebäude der Allianz und Stuttgarter Verein Versicherungs-AG in Köln, Kaiser-Wilhelm-Ring 31–41[9][10]
- 1937: Wohnhaus für „Direktor Sch.“ in Düsseldorf
- 1937–1943: Gebäude der Allianz und Stuttgarter Lebensversicherungsbank AG in Berlin, Mohrenstraße 53–61 (Ausführung durch A. Boumann), Umbauten um 1950 und 1991[11]
- 1938–1940: Bürogebäude Walzstahlhaus in Düsseldorf, Kasernenstraße 36
- 1940–1941: Verwaltungsgebäude der Fa. Robert Zapp in Düsseldorf, Bleichstraße (2007 abgerissen)

### Nach 1947
- 1951: Gebäude für die Rheinisch-Westfälische Bank AG in Düsseldorf
- 1951/1952: Haus der Bank für Gemeinwirtschaft NRW in Düsseldorf (mit Helmut Funkhänel, Robert Kuhlen, Josef Clemens, Heinrich Kleiner)
- 1952/1953: Rhein-Ruhr Bank in Mönchengladbach-Rheydt (zuletzt Dresdner Bank)
- 1952/1953: Wiederaufbau des Kaufhauses Koch in Düsseldorf am Wehrhahn (mit Hermann Wenner, Hans Noethlich, Heinrich Fricke, Rupert Wach)
- 1953/1954: David-Hansemann-Haus in Düsseldorf, Poststraße 5 (Gästehaus und Schulungsstätte der Rheinisch-Westfälische Bank AG)
- 1954: Zürich-Haus der Zürich-Versicherung in Düsseldorf, Heinrich-Heine-Allee 12 (mit Rupert Wach, Robert Kuhlen, Wolf Kirchhoff, Artur Karstein, Walter Clausnitzer), Beton-Glas-Architektur
- 1954: Bankhaus Bernhard Blanke in Düsseldorf (mit Josef Clemens, Franz Haasen, Ernst W. Langer, Horst Müller, Heinz Seibel)
- 1954: Bankhaus Poensgen, Marx & Co. in Düsseldorf (mit Robert Kuhlen, Josef Clemens, Franz Haasen, Bruno Manze) (Bauherr: Bernhard Blanke)
- Wettbewerbsentwurf 1955, ausgeführt 1956–1966: Stadttheater in Dortmund, Platz der alten Synagoge / Hansastraße (mit Josef Clemens, Edgar Frasch, Edgar Tritthart)[12]
- 1956: Wettbewerbsentwurf für die neue Hauptverwaltung der Phoenix-Rheinrohr AG in Düsseldorf (nicht ausgeführt)
- 1956/1957: Rhein-Main-Halle in Wiesbaden (mit Edgar Tritthart), auf dem Gelände des ehemaligen Taunusbahnhofs
gebaut unter Leitung des Wiesbadener Stadtbaurats Simon; Die Baukosten betrugen etwa zehn Millionen DM, die von einer privatrechtlichen Gesellschaft aufgebracht wurden, bestehend aus Unternehmen der freien Wirtschaft und der Landeshauptstadt. Diese Gesellschaft ist auch Betreiberin des Hallenkomplexes, der bei seiner Eröffnung am 27. April 1957 eines der modernsten Kongress- und Ausstellungszentren in der Bundesrepublik Deutschland war. Die Kongresshalle verfügte über etwa 3000 Plätze und eine Ausstellungsfläche von maximal 8000 Quadratmetern. Darüber hinaus standen sechs Sitzungsräume für 30 bis 700 Personen zur Verfügung. Rund 2000 Gäste wohnten der offiziellen Einweihung bei, in deren Rahmen der damalige Ministerpräsident von Hessen, Georg August Zinn, das Projekt als einen „Markstein auf dem eingeschlagenen Weg zum Wiederaufstieg“ Wiesbadens bezeichnete. Nach etlichen Erweiterungen hatten die Rhein-Main-Hallen ihr Flächenangebot im Laufe der Jahrzehnte bis Ende 2007 mehr als verdoppelt. Sie verfügten nun über insgesamt dreizehn Säle und Hallen verschiedener Größen mit einem Flächenangebot von zusammen rund 20.000 Quadratmetern. (2014 abgerissen[13])
- 1956–1958: evangelische Erlöserkirche in Hilden, St.-Konrad-Allee[14]
- 1956–1961: RWTH Aachen, Bereich Bauingenieurwesen (mit Edgar Tritthart, R. Fingscheidt, Hermann Kompelscheck, K. Hack)
- 1958: Wettbewerbsentwurf für die Stadthalle in Neuss (2. Platz, nicht ausgeführt)
- 1963: Ankunftshalle des Düsseldorfer Flughafens in Düsseldorf-Lohausen (mit Edgar Tritthart, Josef Clemens)
- 1965: Rathaus in Hagen (mit Edgar Tritthart und Adam Wiehl) (abgerissen)
- 1967: Bankgebäude der Commerzbank AG in Bielefeld (mit Joachim Schiel, Edgar Tritthart)
- ab 1969: Gesamtplanung für den Neubau des Düsseldorfer Flughafens (mit Edgar Tritthart, Joachim Schiel, in Arbeitsgemeinschaft mit der Planungsgruppe N.V. NACO (Den Haag) unter Leitung von Gerhard Possekehl)
- 1970: Gebäude der Commerzbank AG in Düsseldorf

sowie
- o. J.: Gebäude für die Deutsche Bank AG in Osnabrück (mit Edgar Tritthart, L. Schiel)
- o. J.: Stadtsparkasse Düsseldorf
- o. J.: Eingangshalle des Industrieklubs Düsseldorf

Weitere Bauten führte Rosskotten für das Auswärtige Amt in Prag, Kopenhagen, Paris, Den Haag, Barcelona und Warschau aus, er beteiligte sich auch am Wettbewerb um die Deutsche Schule in Barcelona.

## Schriften
- Bauherr und Architekt. Aufgabe und Verantwortung. In: Der Architekt, 1955, Heft 12, S. 506ff.
- Wesen und Charakter des freien Berufes. In: Der Architekt, 1956, Heft  7/8, S. 291.